# Casa Nicolae Romanescu
Casa Nicolae Romanescu este un monument istoric aflat pe teritoriul municipiului Craiova.